# С-104
С-104 — советская дизель-электрическая торпедная подводная лодка серии IX-бис типа С — «Средняя» времён Второй мировой войны. Вошла в состав Северного флота в 1943 году, совершила 6 боевых походов, потопила один транспорт и один военный корабль. В 1945 году стала Краснознамённым кораблём. В 1954 году была переведена на Тихоокеанский флот, до 1958 года служила как плавучая зарядовая станция, затем была списана и утилизирована.

## История строительства
Подводная лодка С-104 была заложена 4 сентября 1938 года под заводским номером 266 на заводе № 112 «Красное Сормово» в Горьком, 25 апреля 1939 года спущена на воду. К началу Великой Отечественной войны имела готовность 91,6 %. Вместо перевода в Ленинград для испытаний осенью 1941 года перешла в Астрахань на завод № 638, где была достроена. Для приёмо-сдаточных испытаний перешла по Каспийскому морю в Баку.
22 сентября 1942 года С-104 вступила в строй, 15 октября под командованием капитан-лейтенанта М. И. Никифорова вошла в состав Каспийской флотилии.

## История службы
14 апреля 1943 года С-104 в составе отряда кораблей перешла из Баку в Астрахань, к 1 мая прибыла по Волге в Саратов, затем в Горький. К 25 мая 1943 года прибыла в Архангельск, и 28 мая была официально зачислена в состав Северного флота. Лето 1943 года провела в Отдельном учебном дивизионе ПЛ с базированием на Молотовск, 28-30 сентября перешла в Полярный к месту постоянного базирования, включена в состав 5-го дивизиона Бригады подводных лодок Северного флота.
12 октября 1943 года в результате немецкого авианалёта получила повреждения четырёх цистерн главного балласта, аккумуляторной батареи, ряда механизмов, получил ранение старпом С. С. Калибров. К 17 ноября все повреждения были исправлены.

### Боевые походы
Совершила шесть боевых походов, все в 1944 году.
- 17 января 1944 года вышла в первый боевой поход, участвовала в групповой операции «РВ-1» («Разгром Врага»). Командир — капитан 3-го ранга М. И. Никифоров, обеспечивающий — командир 5-го дивизиона П. И. Егоров. При первом погружении набрала воды в центральный пост из-за незакрытого рубочного люка, аварийно всплыла, последствия устранены. За время всего похода лишь однажды, 24 января, обнаружила противника — встреченную группу сторожевых кораблей было решено не атаковать. Затем в условиях шторма лодка получила некоторые повреждения и получила приказ возвращаться в Полярный. После похода командир был снят с должности за пьянство, его обязанности некоторое время исполнял старший помощник.
- 13 апреля с новым командиром вышла во второй боевой поход в ходе операции «РВ-3», но уже 19 апреля была вынуждена вернуться на базу из-за неисправности навигационного оборудования.
- 21 апреля, после короткого ремонта, снова вышла в море (третий боевой поход), занимала позицию у побережья Норвегии, в районе от маяка Слетнес до Берлевога, 22 апреля находясь в надводном положении была атакована неизвестной подводной лодкой, уклонилась от торпед. Пыталась перехватить конвой противника. 7 мая вернулась на базу.
- 11 июня, после ремонта горизонтальных рулей и замены аккумуляторной батареи, вышла в четвёртый поход, операция «РВ-5», патрулировала район Конгс-фьорда. 20 июня атаковала конвой, подверглась двухчасовому преследованию, на лодку сброшены 33 глубинные бомбы, она получила повреждения топливных цистерн и зенитного перископа. Командир рапортовал о поражении трёх целей, фактически был потоплен только противолодочный корабль «Uj-1209». 26 июня С-104 вернулась в Полярный.
- С 15 августа по 13 сентября С-104 совершила пятый боевой поход, патрулируя позицию к северу от архипелага Новая Земля (Мыс Желания) для предотвращения возможного прорыва немецких подводных лодок в Карское море.
- 8 октября С-104 вышла в шестой боевой поход, участвуя в операции «Вест», входящей в Петсамо-Киркенесскую наступательную операцию. 12 октября обнаружила конвой и, прорвав охранение, торпедировала транспорт «Лумме» (1730 брт), перевозивший разборные бараки. Наблюдая результат атаки в перископ, командир обнаружил кроме поражённого транспорта отсутствие сторожевого корабля и рапортовал о потоплении двух целей. Фактически этот сторожевик, «Uj-1220», был потоплен подводной лодкой В-2 через четыре часа после атаки С-104[1]. Подвергавшийся атакам советской авиации конвой не преследовал подводную лодку. Ночью с 14 на 15 октября в надводном положении С-104 неоднократно атаковала транспорт в составе конвоя. После выпущенной по команде «Товсь!» вместо «Пли!» торпеды подводники наблюдали взрыв и посчитали цель поражённой. Атакованный конвой наблюдал взрыв торпеды о береговую скалу[1]. 22 октября С-104 вернулась на базу и стала в ремонт, в котором и встретила 9 мая 1945.

24 мая 1945 года С-104 награждена орденом Красного Знамени.

### Послевоенная служба
В 1946 году зачислена в состав 3-го дивизиона Бригады подводных лодок. С марта 1951 года включена в состав 162-й бригады 33-й дивизии подводных лодок. В 1952 году завершила ремонт.
В 1954 году перечислена в состав Тихоокеанского флота, прошла ремонт на СРЗ-35 в посёлке Роста. В ходе ремонта из-за несчастного случая погиб командир БЧ-2-3 Е. Генцельт.
В составе экспедиции ЭОН-64 в составе четырёх подводных лодок типа «С» (С-56, С-102, С-103, С-104) и четырёх подводных лодок проекта 613 в сопровождении трёх ледоколов перешла северным морским путём на Камчатку.
14 марта 1955 года выведена из боевого состава ВМФ, 13 июня переименована в ПЗС-57, до 1957 года переоборудовалась во Владивостоке в плавучую зарядовую станцию.
12 января 1957 года переименована в ЗАС-10. 10 декабря при следовании на буксире ледокола к месту постоянного базирования на Камчатку выброшена штормом на камни. Снята, возвращена в строй. В 1958 году использовалась по назначению, 6 октября 1958 года расформирован экипаж, 31 декабря была подписана директива об отправке лодки на утилизацию. В 1959 году исключена из списков судов ВМФ, впоследствии утилизирована.

## Командиры
- 1940—1941: Кулыгин Николай Николаевич, в июле 1941 года взял под командование подводную лодку С-6 Балтийского флота, через месяц погиб вместе с ней.
- 1942—1944: Никифоров Михаил Иванович. Ранее командовал подводной лодкой Л-25. Снят с должности в феврале 1944 года, разжалован в рядовые, после трёх месяцев в штрафной роте восстановлен в звании, служил на Черноморском флоте и Каспийской флотилии.
- февраль-март 1944: Калибров Степан Степанович (старпом, временно исполняющий обязанности)
- 1944—1945: Тураев В. А.
- 1945—1948: Васильев Г. М.
- 1948—1950: Соколов М. Л.
- 1950—1953: Шишкин В. Н.
- 1953—1954: Фиронов Д. А.
- 1954—1955: Глухов Г.